# Pilrito
Pilrito é o nome vulgar de várias espécies de aves pertencentes à família Scolopacidae.

## Espécies
Note-se que nem todas as espécies pertencentes aos géneros listados recebem a designação popular de pilrito.
- Género Calidris
  - Pilrito-comum[1]
  - Pilrito-das-praias[2]
  - Pilrito-de-bico-comprido[3]
  - Pilrito-de-temminck[4]
  - Pilrito-de-uropígio-branco[5]
  - Pilrito-escuro[6]
  - Pilrito-de-colete[7]
  - Pilrito-pequeno[8]
  - Pilrito-semipalmado[9]
  - Pilrito-canela (classificado por algumas entidades no género Tryngites)[10]
  - Pilrito-falcinelo (classificado por algumas entidades no género Limicola)[11]